# Kamila Chudzik
Kamila Chudzik (12 settembre 1986) è una multiplista polacca.

## Palmarès
| Anno | Manifestazione   | Sede     | Evento     | Risultato | Prestazione | Note                          |
| ---- | ---------------- | -------- | ---------- | --------- | ----------- | ----------------------------- |
| 2007 | Europei under 23 | Debrecen | Eptathlon  | 4ª        | 6097 p.     |                               |
| 2007 | Mondiali         | Osaka    | Eptathlon  | 21ª       | 5926 p.     |                               |
| 2008 | Giochi olimpici  | Pechino  | Eptathlon  | 15ª       | 6157 p.     |                               |
| 2009 | Europei indoor   | Torino   | Pentathlon | 11ª       | 4322 p.     |                               |
| 2009 | Mondiali         | Berlino  | Eptathlon  | Bronzo    | 6471 p.     | Miglior prestazione personale |